# Кызыл Бакча
Кызы́л Бакча́ - посёлок в Сармановском районе Республики Татарстан. Входит в городское поселение посёлок городского типа Джалиль.

## География
Посёлок расположен в верховье реки Мензеля, в 26 километрах к югу от села Сарманово.

## История
Основан в 1920-х годах. С момента образования входил в Кармалинскую волость Челнинского кантона Татарской АССР.
С 10 августа 1930 года в Сармановском районе.
С 14 марта 1991 года входит в городское поселение посёлок городского типа Джалиль.

## Население
| 1926 | 1938 | 1949 | 1958 | 1970 | 1979 | 1989 |
| ---- | ---- | ---- | ---- | ---- | ---- | ---- |
| 36   | ↘17  | ↗78  | ↘71  | ↗131 | ↘113 | ↘46  |